# Pinus pinceana
Pinus pinceana či Pinus latisquama je malá mexická tříjehličná borovice, velmi odolná vůči suchu.

## Popis
Stálezelený a jehličnatý strom, dorůstající do výšky 10 m. Kmen je krátký, někdy nerovný nebo rozvětvený a dosahuje průměru 0,25 m. Větve jsou nepravidelné. Koruna je oblá, hustá a později nepravidelná. Borka je u mladých stromů hladká a bledě šedá, u starších tenká, šupinovitá a šedohnědá. Letorosty jsou hladké, šedé a visící. Jehlice jsou klesající, světle zelené, lesklé; jehlice se vyskytují ve svazečcích (Fasciculus) po 3 (vzácně též po 4); jehlice jsou 6-12 cm dlouhé a 0,8 mm široké; jehlice jsou celokrajné, s ostrou špičkou; s nepatrnými řadami průduchů (Stomata) na všech třech površích; svazečkové pochvy z většiny opadávající, pouze nejmenší základnové šupiny pochev často vytrvávají.
Samičí (semenné) šištice – šišky (Megastrobilus) jsou visící, na tenkých, 1-3 cm dlouhých a 3 mm tlustých stopkách; nezralé šišky jsou zelené, zralé jsou světle oranžové; šišky jsou válcovité, 6-11 cm dlouhé, uzavřené 4-5 cm široké a rozevřené 5-7 cm široké; vyskytují se po jedné nebo v přeslenech po 2 . Šupiny šišek jsou velké, hladké, mnohoúhelníkové a 20-25 mm široké. Výrůstky (Apophysis) jsou ploché až mírně vyvýšené, s příčným kýlem, nepravidelně kosočtverečné a 25 mm široké. Přírůstek prvního roku (Umbo) je horní, plochý až snížený, 7 mm široký, a s malým, zpětně zahnutým, trnem. Semena jsou obvejčitá, oranžová, 11-13 mm dlouhá; s 1 mm tlustým osemením. Křídla semen jsou nevyvinutá, 1-2 mm dlouhá a po vypadnutí semen obvykle zůstávají přichycena k šupině. Semena nevypadávají ze šišek samovolně, ale jsou roznášena ptáky; po odebrání semen ptáky šiška opadává se stopkou nebo beze stopky. Semenáče mají nedospělé, stříbrnomodrošedozelené, jednotlivé a 3 cm dlouhé jehlice po dobu několika let a bílé, dolů zahnuté, letorosty. Šišky dozrávají v listopadu, 18-19 měsíců po opylení.

## Příbuznost
Borovice Pinus pinceana je nejblíže příbuzná borovici Pinus maximartinezii a méně blízce příbuzná borovici Pinus rzedowskii. 

## Výskyt
Domovinou borovice Pinus pinceana je Mexiko (státy Coahuila, Durango, Hidalgo, Nuevo León, Querétaro, San Luis Potosí a Zacatecas).

## Ekologie
Strom, rostoucí v nadmořských výškách 1100–2600 m v suchých oblastech, roční srážkové úhrny se pohybují v rozmezí 350-600 mm. Borovice Pinus pinceana se obvykle vyskytuje roztroušeně mezi borovicí Pinus cembroides a jalovcem Juniperus flaccida; z dalších rostlin zde rostou například agáve Agave garciae-mendozae, dále se zde objevují kaktusy z rodů Cylindropuntia a Ferocactus, trávovník Dasylirion glaucophyllum a mnoho dalších rostlin. Strom je mrazuvzdorný do –6,6 °C.

## Využití člověkem
Strom není pro svůj malý vzrůst příliš využíván pro řezivo. Semena borovice Pinus pinceana jsou jedlá, ale strom plodí vzácně. Pěstována je velmi málo.

## Ohrožení
Strom není organizací IUCN považován za ohrožený a stav jeho populace je stabilní. Populace stromu je značně roztříštěna, obzvláště v jižní části areálu výskytu stromu. Severní část populace stromu je výrazně geneticky odlišná od zbytku populace. Regenerace populace borovice Pinus pinceana byla v roce 1991 v důsledku nadměrného spásání v některých oblastech shledána špatnou, další výzkum z roku 2011 odhalil, že je regenerace populace stromu v celé oblasti výskytu již dostačující. Potenciální ohrožení představuje sběr velkých větví stromu pro palivové dříví. Borovice Pinus pinceana je uvedena v Mexickém Národním Červeném Seznamu a v Červeném Seznamu státu Nuevo León jako druh vyžadující zvláštní ochranu. Borovice Pinus pinceana se málokdy vyskytuje v mexických chráněných oblastech, pouze méně než 8% celkové populace stromu je chráněno in situ v chráněných oblastech.